# مارتین بیلینگزلی

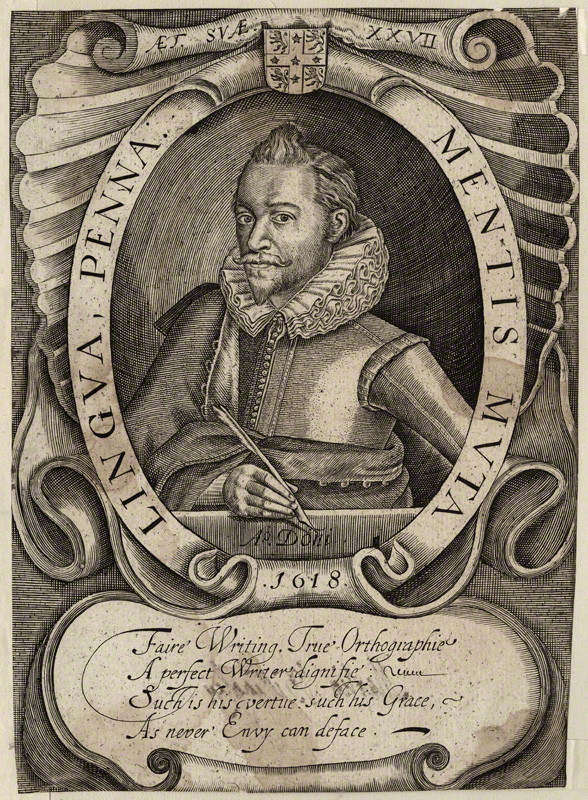
مارتین بیلینگزلی، ۱۶۱۸ حکاکی شده توسط ویلیام هول

مارتین بیلینگزلی (به انگلیسی: Martin Billingsley) اهل انگلیس، از بزرگان خطاطی و کتابت و از آموزگاران پیشتاز در فن نوشتار و کتابت برای پیتر بیلز به‌شمار می‌رود.

## زندگی و مشاغل
او متولد سال ۱۵۹۱ بود و از سال ۱۶۱۸ هنگامی که نخستین اثر کوتاه خود یعنی «قلم‌های عالی‌جناب، یا منشی‌گری‌های لذیذ» را به چارلز یکم انگلستان اهدا کرد، ساکن شهر لندن در محلهٔ بوش لین در نزدیکی لاندن استون (London Stone) شد. از این زمان به بعد او بدل به قطب اصلی نویسندگی و کتابت میان سایر کاتبان شد. در سال ۱۶۳۷، ویرایش دوم کتاب “A Coppie Booke” بیلینگزلی که حاوی مثال‌های متنوع در مورد تمامی دست خط‌های نادر و کم‌یاب بود، منتشر شد. این کتاب در ادامهٔ تالیفات قبلی وی مثل «قلم‌های تعالی‌بخش» بود و دربردارندهٔ فهرستی از سایر آثاری بود که می‌توانست با تالیفات بیلینگزلی ارتباط داشته باشد.
شمار انواع دست‌خط‌هایی که توسط بیلینگزلی در دست‌نوشته‌هایش برجای مانده شش مورد است که هر یک شامل تعدادی قسمت‌های فرعی نیز می‌شود. این شش نوع دست‌خط تشکیل‌دهندهٔ «خط‌های رایج انگلیسی» هستند؛ "بستارد سکرتری(the Bastard Secretary)" یا "تکس(Text)"، "رُمَن (Roman)"، "ایتالین (Italian)"، "کورت (the Court)" که در دربار پادشاهی و اماکن قضایی استفاده می‌شود. و "چانسری (Chancery)". بنا به گفته بیلینگزلی، خط Roman، خط متداول و مورد استفاده زنان است.